# Ines Angelika Mosig
Ines-Angelika Mosigk, geschiedene Jewan (Pseudonym Ilse Jewan-Mosig, weiteres Pseudonym: Barbara Wiesen, * 12. Dezember 1910 in Berlin; † 25. April 1945 ebenda) war eine deutsche Schriftstellerin.

## Leben
Ines Angelika Mosig lebte als Verlagslektorin in Berlin. Zwischen 1937 und 1942 veröffentlichte sie eine Reihe von Werken, darunter vor allem Bilderbücher, Tier- und Mädchenbücher, von denen der Titel Ursel im Ferienheim bis in die Sechzigerjahre Neuauflagen erfuhr. Der Roman Fräulein, bitte schreiben Sie! und Mein lieber Mann! mit Feldpostbriefen der Autorin standen in der Sowjetzone bzw. der frühen DDR auf der „Liste der auszusondernden Literatur“.
Sie lebte zuletzt in der SS-Kameradschaftssiedlung an der Krummen Lanke in Zehlendorf und nahm sich dort im April 1945 während der Schlacht um Berlin das Leben, zuvor hatte sie ihre fünf Monate alte uneheliche Tochter Bettina Mosigk erschossen und verbrannt.

## Werke
- Maria am Zaun, Dresden 1937
- Frau Majors Töchterchen, Berlin 1938 (unter dem Namen Barbara Wiesen)
- Lieselotte Lebenhart, Dresden 1938
- Schulmädelgeschichten, Berlin 1938 (unter dem Namen Barbara Wiesen)
- Wir sind sechs, Berlin 1938 (unter dem Namen Barbara Wiesen)
- Didi und Janne, Berlin 1939 (unter dem Namen Barbara Wiesen)
- Dorfkinder, Berlin 1939 (unter dem Namen Barbara Wiesen)
- Ursel im Ferienheim, Berlin 1939 (unter dem Namen Barbara Wiesen)
- Langohrchen, Mainz 1940 (zusammen mit Norbertine von Bresslern-Roth)
- Ein Mädel will hoch hinaus, Berlin 1940 (unter dem Namen Barbara Wiesen)
- Die Spielzeugkiste, Mainz 1940 (zusammen mit Else Wenz-Viëtor)
- Bärbel, der Ausreißer, Dresden 1941
- Didi und Janne, Berlin 1941 (unter dem Namen Barbara Wiesen)
- Fräulein, bitte schreiben Sie!, Berlin 1941 (unter dem Namen Barbara Wiesen)
- Mein lieber Mann! Feldpostbriefe einer jungen Frau. Buchverlag Arwed Strauch, Leipzig, 1941
- Das Märchen vom kleinen Stubbs, Dresden 1941 (zusammen mit Grete Martiny-Holzhausen)
- Putzchen, Dresden 1941 (zusammen mit Norbertine von Bresslern-Roth)
- Hansemanns Traumfahrt, Mainz 1942
- Der verlorene Pantoffel, Mainz 1946 (zusammen mit Katrin Höngesberg)
- Federbällchen, Wiesbaden 1950 (zusammen mit Norbertine von Bresslern-Roth)
- Hilde der Wildfang, Hannover 1954 (unter dem Namen Barbara Wiesen)

## Herausgeberschaft
- Das Festbüchlein, Leipzig 1940 (herausgegeben zusammen mit Kurt Jewan)